# Список премьер-министров Альберты
Премьер-министр Альберты (англ. premiers of Alberta) — главное должностное лицо исполнительной ветви власти, стоящее во главе кабинета.
По состоянию на 2018 год список премьер-министров Альберты состоит из 17 руководителей правительства канадской провинции, образованной в 1905 году. Из них трое входили в либеральную партию, семеро в прогрессивно-консервативную, трое в партию социального кредита, ещё трое были участниками фермерского движения и один — новой демократической партии. Избранный и действующий премьер-министр Джейсон Кенни является членом Объединённой консервативной партии. Дольше всех премьер-министром Альберты был Эрнест Мэннинг, прослуживший в провинции 25 лет и 7 месяцев. Самый короткий срок премьерства был у Дэйва Хэнкока, который пробыл на посту 6 месяцев.
В Альберте используется вестминстерская система, которая подразумевает однопалатное правительство во главе с премьер-министром — лидером партии, контролирующей большинство голосов Законодательного собрания. Премьер-министр возглавляет правительство Альберты, а королева вправе представить к провинции лейтенант-губернатора. Премьер-министр сам выбирает членов своего правительства, которые, как правило, проходят одобрение в Законодательном собрании, для того чтобы сформировать единый исполнительный совет Альберты и руководить им.
Высший законодательный орган избирается путём всеобщих выборов или голосования. В условиях военного положения или чрезвычайной ситуации могут быть проведены дополнительные выборы и сформировано специальное правительство. С одобрения премьер-министра, лейтенант-губернатор обязан объявить всеобщие выборы не позднее, чем через 5 лет с момента предыдущих выборов. Согласно закону Альберты, с 2011 года выборы должны проходить в день между 1 марта по 31 мая (по традиции — в понедельник) через 4 календарных года после последних выборов. Если премьер желает назначить выборы раньше установленной даты, он обязан проконсультироваться по этому вопросу с лейтенант-губернатором. Премьер также обязан принимать решение о роспуске Законодательного собрания досрочно в случае необходимости. Кроме этого, новые выборы могут пройти в случае недоверия правящей партии законодательной власти. Причинами могут стать плохой, не проработанный законопроект и другие недочёты. Этим правом ни разу в истории провинции не пользовались.
Лидера партии избирают в ходе внутрипартийных выборов. Если лидер партии не входит в правительство, он должен участвовать в будущих выборах и получить место в законодательном собрании.
До 1905 года Альберта входила в Северо-Западные территории, находясь в юрисдикции Законодательного Собрания Северо-Западных территорий. Это собрание состояло из избранных должностных лиц, которыми до 1897 года управлял лейтенант-губернатор и с 1897 по 1905 премьер-министр Северо-Западных территорий. С 1905 года премьер-министрами Альберты становились различные политические деятели из пяти партий.

## История

### Либеральная партия в 1905—1921 гг.

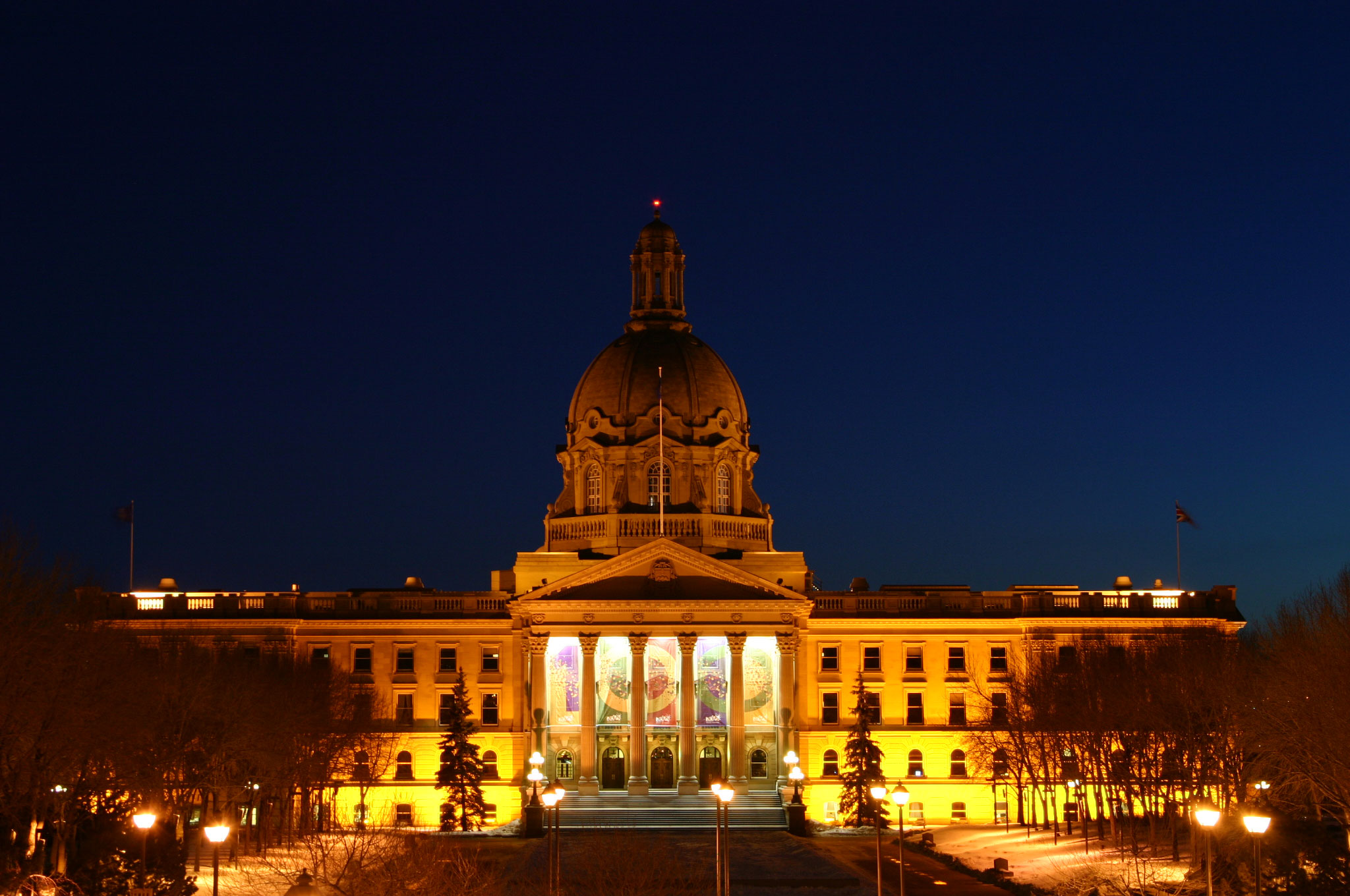
Здание Законодательного собрания.

Впервые либеральная партия пришла к власти в 1905 году и стала первой при временном премьер-министре Александре Резерфорде, которого назначил 7-й премьер-министр Канады Уилфрил Лорье. Александр и его подчинённые организовали первые выборы в провинции.
Либеральная партия была избрана большинством голосов в законодательной ассамблее на первых выборах в 1905 году. На следующих выборах в 1909 году Александр снова получил большинство, в результате чего повторно возглавил правительство провинции. В мае 1910 года он ушёл в отставку после железнодорожного скандала.
Резерфорда заменил Артур Сифтон. В 2013 году либералы и Сифтон разрабатывали противоречивый законопроект, который значительно расширял законодательное собрание. Этот проект назвали попыткой захвата власти, хотя большинство голосов всё же оставалось у либеральной партии. Пресса и оппозиция назвала время правления Сифтона «сифонизмом». Сифтон ушёл с поста для того чтобы продолжить свою политическую карьеру на государственном уровне.
В 1917 году к власти пришёл Чарльз Стюарт. Во время правления Стюарта была сформирована самая сильная оппозиция, за все 12 лет существования провинции. Консерваторы получили в законодательном собрании 19 мест, что составляло почти 1/3 всего парламента провинции.

### Партия объединённых фермеров в 1921—1935 гг.
Второй правящей партией стало фермерское движение под названием «Объединённые фермеры Альберты», сформированное в 1909 году. В 1916 году партия слилась с беспартийной лигой Альберты. В 1921 году партию возглавил Генри Вайс Вуд. Члены этой партии, которые в основном являлись фермерами, захватили большинство мест в законодательных окружных собраниях, став правящей партией. За это время премьер-министрами становились трое кандидатов, выдвинутых партией — Герберт Гринфилд и Джон Браунли. Гринфилд ушёл в отставку через 4 года своего правления из-за ухудшения своего здоровья после смерти жены.
После отставки на пост взошёл Джон Браунли. Ему пришлось управлять провинцией во время великой депрессии. Он подал в отставку из-за скандала, в котором он был обвинён в сексуальных действиях с несовершеннолетней во время своей работы в генеральной прокуратуре. Этот поступок очень сильно понизил престиж партии. В 1934 году премьер-министром стал Ричард Рид, пробыв на этом посту чуть менее двух лет. Это привело к тому, что к партии окончательно было потеряно доверие. Вскоре на замену пришла партия социального кредита.

### Партия социального кредита в 1935—1971 гг.
Партия социального кредита была основана в 1932 году. Первым премьер-министром от этой партии стал Уильям Аберхарт. Он проводил денежные реформы и совместно с Хью Мэйором пытался вывести провинцию из Великой депрессии. На выборах 1935 года партия получила большинство голосов (54 %), полностью победив объединённых фермеров, получивших 11 % голосов. Аберхарту было тяжело внедрить новую систему социального кредита, поэтому с каждым разом его популярность и рейтинг одобрения падали. В 1936 году произошло восстание, в результате которого Аберхарту пришлось дать обещание реформировать банковскую систему. Ему удалось выполнить эту задачу. На выборах в 1940 году он и его партия получили абсолютное большинство, заняв наибольшее количество мест в правительстве. В 1943 году Альберхарт скончался, став единственным премьер-министром, умершим на своей должности.
После смерти должность занял Эрнест Мэннинг. Во время управления провинцией Мэннингом социальный кредит отошёл на второй план, постепенно начал возвращаться традиционный консерватизм. В 1955 году партия получила ещё большее количество голосов, чем на предыдущих выборов. Мэннинг оставался премьер-министром в течение 24 лет, пока в 1967 году не ушёл в отставку.
Следующим премьером стал Гарри Стром, возглавивший партию. Вскоре себя зарекомендовала прогрессивно-консервативная партия, на фоне которой популярность партии социального кредита начала медленно угасать.

### Прогрессивно-консервативная партия в 1971—2015 гг.
В 1971 году Альберту возглавил выдвиженец прогрессивно-консервативной партии, обойдя на выборах кандидата от партии социального кредита, которая правила более 35 лет. Питер Лохид являлся премьером четыре срока подряд вплоть до 1985 года. Главные его достижения — создание фонда наследия целевых сбережений и борьба за права граждан.
После ухода Лохида в отставку, премьер-министром стал Дон Гетти, который вернулся в политику. Премьерство Гетти получил на выборах 1986 года. Его правление считается самым непопулярным, оно привело провинцию к обеднению и дефициту. На выборах 1989 года он не смог одержать победу, однако его партия получила большинство и он присутствовал на заседаниях правительства как неизбранный премьер. Вскоре он с малым отрывом получил место в законодательном органе от округа Штеттлер. Через некоторое время он подал в отставку, его заменил Ральф Клейн.
В 1993 году на выборах партию возглавил бывший мэр Калгари — Ральф Клейн, обещавший сократить долги и публиковать финансовые отчёты. Предводительство Клейна помогло обновиться партии и вернуть ей популярность. Одним из неприятных моментов его правления стал долг за нефть. Однако, уже в 2004 году Клейн объявил, что долг был полностью выплачен. В этом же году он снова победил на выборах, причем без проведения предвыборной кампании. В 2006 году партия принудила его выйти на пенсию.
Впоследствии был избран новый премьер — Эд Стельмах. Многие СМИ уже прогнозировали скорый провал партии, но в 2012 году прогрессивные консерваторы снова одержали победу. Из-за понижения рейтингов одобрения и частых споров Эд Стельмах был вынужден подать в отставку, которая случилась 19 марта 2014 года.
23 марта 2014 года временным премьером стал Дэйв Хэнкок, который также был избран в качестве руководителя партии 20 марта. 6 сентября 2014 года было принято решения избрать бессменного лидера, которым стал Джим Прентис. 27 октября он был избран премьер-министром. При нём партия выиграла 4 выборов.
5 мая 2015 года Джим Прентис и его партия потеряли 60 мест в законодательном органе, в то время как правящей партией стала новая демократическая. Прентис сложил с себя полномочия и покинул пост, оставив партию с 9 местами в законодательном собрании.

### Новая демократическая партия в 2015—2019 гг.
Рэйчел Нотли была назначена премьер-министром 24 мая 2015 года. Она одержала победу на всеобщих выборах в 2015 году: Новая демократическая партия получила 54 места из 87. 22 мая Нотли отстранила одного участника собрания, но партия всё ещё имела большинство. По состоянию на ноябрь 2016 года её партия занимает 55 мест.

## Список премьер-министров
Независимый кандидат 
 Либеральная партия 
 Объединённые фермеры 
 Партия социального кредита 
 Прогрессивно-консервативная партия 
 Новая демократическая партия 
 Объединённая консервативная партия
| #                                           | Портрет | Премьер-министр | Премьер-министр                 | Назначен | Начало срока     | Конец срока      | Сроков                 | С.     |
| ------------------------------------------- | ------- | --------------- | ------------------------------- | --- | ---------------- | ---------------- | ---------------------- | ------ |
| Премьер-министры Северо-Западных территорий |         |                 |                                 | |                  |                  |                        |        |
| 1                                           |         |                 | Сэр Уильям Хьюлтан (1857—1942)  | Северо-Западная ассамблея Всеобщие выборы 1898 Всеобщие выборы 1902 | 7 октября 1897   | 1 сентября 1905  | Официально 2+1⁄4 срока | [ 20 ] |
| Премьер-министры Альберты                   |         |                 |                                 | |                  |                  |                        |        |
| 1                                           |         |                 | Александр Резерфорд (1857—1941) | Всеобщие выборы 1905 Всеобщие выборы 1909 | 2 сентября 1905  | 26 мая 1910      | Официально 2 срока     | [ 21 ] |
| 2                                           |         |                 | Артур Сифтон (1856—1921)        | Всеобщие выборы 1913 Всеобщие выборы 1917 | 26 мая 1910      | 30 октября 1917  | Официально 2 срока     | [ 22 ] |
| 3                                           |         |                 | Чарльз Стюарт (1868—1946)       | По решению законодательного собрания 4 созыва | 30 октября 1917  | 13 августа 1921  | Официально 1 срок      | [ 23 ] |
| 4                                           |         |                 | Герберт Гринфилд (1869—1949)    | Всеобщие выборы 1921 | 13 августа 1921  | 23 ноября 1925   | Официально 1 срок      | [ 24 ] |
| 5                                           |         |                 | Джон Браунли (1883—1961)        | Всеобщие выборы 1926 Всеобщие выборы 1930 | 23 ноября 1925   | 10 июля 1934     | Официально 2+1⁄4 срока | [ 25 ] |
| 6                                           |         |                 | Ричард Рид (1879—1980)          | По решению законодательного собрания 7 созыва | 10 июля 1934     | 3 сентября 1935  | Официально 1⁄4 срока   | [ 26 ] |
| 7                                           |         |                 | Уильям Аберхарт (1878—1943)     | Всеобщие выборы 1935 Всеобщие выборы 1940 | 3 сентября 1935  | 23 мая 1943      | Официально 2 срока     | [ 27 ] |
| 8                                           |         |                 | Эрнест Мэннинг (1908—1996)      | По решению законодательного собрания 9 созыва Всеобщие выборы 1944 Всеобщие выборы 1948 Всеобщие выборы 1952 Всеобщие выборы 1955 Всеобщие выборы 1959 Всеобщие выборы 1963 Всеобщие выборы 1967 | 31 мая 1943      | 12 декабря 1968  | Официально 7+1⁄4 срока | [ 28 ] |
| 9                                           |         |                 | Гарри Стром (1914—1984)         | По решению законодательного собрания 16 созыва | 12 декабря 1968  | 10 сентября 1971 | Официально 1 срок      | [ 29 ] |
| 10                                          |         |                 | Питер Лохид (1928—2012)         | Всеобщие выборы 1971 Всеобщие выборы 1975 Всеобщие выборы 1979 Всеобщие выборы 1982 | 10 сентября 1971 | 1 ноября 1985    | Официально 4 срока     | [ 30 ] |
| 11                                          |         |                 | Дон Гетти (1933—2016)           | По решению законодательного собрания 20 созыва Всеобщие выборы 1986 Всеобщие выборы 1992 | 1 ноября 1985    | 14 декабря 1992  | Официально 2+1⁄4 срока | [ 31 ] |
| 12                                          |         |                 | Ральф Клейн (1942—2013)         | По решению законодательного собрания 22 созыва Всеобщие выборы 1993 Всеобщие выборы 1997 Всеобщие выборы 2001 Всеобщие выборы 2004                                                               | 14 декабря 1992  | 14 декабря 2006  | Официально 2+1⁄4 срока | [ 32 ] |
| 13                                          |         |                 | Эд Стельмах (1951)              | По решению законодательного собрания 26 созыва Всеобщие выборы 2008 | 14 декабря 2006  | 7 октября 2011   | Официально 1+1⁄4 срока | [ 33 ] |
| 14                                          |         |                 | Элисон Редфорд (1965)           | По решению законодательного собрания 27 созыва Всеобщие выборы 2012 | 7 октября 2011   | 23 марта 2014    | Официально 1+1⁄4 срока | [ 34 ] |
| 15                                          |         |                 | Дэйв Хэнкок (1955)              | По решению законодательного собрания 28 созыва | 23 марта 2014    | 15 сентября 2014 | Официально 1⁄4 срока   | [ 35 ] |
| 16                                          |         |                 | Джим Прентис (1956—2016)        | По решению законодательного собрания 28 созыва | 15 сентября 2014 | 24 мая 2015      | Официально 2⁄4 срока   | [ 36 ] |
| 17                                          |         |                 | Рэйчел Нотли (1964)             | Всеобщие выборы 2015 | 24 мая 2015      | 30 апреля 2019   | Официально 1 срок      |        |
| 18                                          |         |                 | Джейсон Кенни (1968)            | Всеобщие выборы 2019 | 30 апреля 2019   | Настоящее время  |                        |        |